# 施燦得
施燦得（英語：Chad L. Sbragia），美國國防部首任中國副助理部長、美國海軍陸戰隊退役中校，此前亦歷任美國駐華大使館海軍陸戰隊武官、海軍陸戰隊美中研究小組主任等職。

## 學歷
施燦得自美國亞利桑那州立大學畢業，後至美國海軍研究院深造，亦曾赴中國北京首都師範大學學習中文。

## 職業生涯
施燦得自1985年至2012年間在美國海軍陸戰隊服現役，其軍旅生涯的開端為戰鬥工兵軍官，後轉任步兵軍官及涉華外事軍官，一路歷經營級部隊主官等多項職務，先後派赴中東、非洲以及印太地區。此期間亦於美國駐華大使館海軍陸戰隊武官任內，引領美中軍事關係、交涉人員恢復及防務電話連絡機制等議題。接掌美國海軍陸戰隊美中小組主任一職後，則作為陸戰隊資訊副司令和情報處長的中國事務首席顧問。2010年至2011年間，改至美軍參謀長聯席會議戰略規劃暨政策處（聯五）擔任中國、台灣及蒙古事務國家主任，2011年至2018年間，則是美國印太司令部中國戰略焦點小組（China Strategic Focus Group）副主任，任內引領了戰略倡議和中國戰略圓桌會議。
2019年6月，施燦得出任第一代美國國防部中國副助理部長，該職是國防部宣布在印太安全事務助理部長薛瑞福麾下設立的新職，為該部21個同級職位中唯一專責單一國家者，其任務是作為美國國防部長在中國事務上的首席顧問。